# Fairfield Harbour
Fairfield Harbour – jednostka osadnicza w Stanach Zjednoczonych, w stanie Karolina Północna, w hrabstwie Craven.